# 红毛山楠
红毛山楠（学名：Phoebe hungmoensis）为樟科楠属下的一个种。

## 扩展阅读
- 維基物種上的相關：红毛山楠